# King (Fernsehserie)
King ist eine kanadische Krimiserie, die am 17. April 2011 auf dem Sender Showcase Premiere hatte. Amy Price-Francis spielt darin die Polizeikommissarin Jessica King, die zur Chefin der Major Crimes Task Force in Toronto befördert wird, nachdem ihr Vorgänger sich zu einer öffentlichen Entgleisung im Fernsehen hatte hinreißen lassen. Die Serie wurde erstmals deutschsprachig im Oktober 2012 bei VOX ausgestrahlt.

## Handlung
Die attraktive Polizistin Jessica King ist Detective Sergeant und schon seit acht Jahren bei der Mordkommission. Darum wechselt sie zur Spezialeinheit „Major Crimes Task Force“ von Toronto, die darauf spezialisiert ist bei Krisensituationen wie Mord, Vergewaltigungen, Raub, Bandenkriegen oder Serientätern die Leitung zu übernehmen. Sie trifft hier auf den impulsiven Detective Sergeant Derek Spears, mit dem sie sich gut ergänzt.

## Besetzung und Synchronisation
Die deutsche Synchronisation entstand unter der Dialogregie von Joachim Kunzendorf durch die Synchronfirma Berliner Synchron AG in Berlin.
| Figur                                 | Darsteller        | Deutscher Sprecher | Episoden  |
| ------------------------------------- | ----------------- | ------------------ | --------- |
| Detective Staff Sergeant Jessica King | Amy Price-Francis | Christin Marquitan | 1.01–2.13 |
| Detective Sergeant Derek Spears       | Alan van Sprang   | Torsten Michaelis  | 1.01–2.13 |
| Officer Danny Sless                   | Gabriel Hogan     | Oliver Feld        | 1.01–2.13 |
| Police Chief Paul Graci               | Tony Nardi        | Joachim Tennstedt  | 1.01–2.13 |
| Detective MK Gordon                   | Zoe Doyle         | Anna Carlsson      | 1.01–1.08 |
| Detective Eleni Demaris               | Suzanne Coy       |                    | 1.01–1.08 |
| Detective Jason Collier               | Aaron Poole       |                    | 1.01–1.08 |
| Detective Pen Martin                  | Rossif Sutherland | Tobias Nath        | 2.01–2.13 |
| Detective Ingrid Evans                | Karen Robinson    | Anke Reitzenstein  | 2.01–2.13 |

## Produktion und Ausstrahlung
Kanada
Die erste Staffel der Serie wurde gegen Ende des Jahres 2010 produziert und vom 17. April bis zum 5. Juni 2011 auf dem Sender Showcase gesendet. Kurz darauf wurde eine zweite Staffel mit 13 Folgen bestellt, die ab September 2011 produziert wurden. Diese Staffel zeigte Showcase ab dem 29. Februar 2012. Anfang Juni 2012 wurde die Serie eingestellt.
Vereinigte Staaten
Für die Vereinigten Staaten hat sich der kleine Kabelsender ReelzChannel die Ausstrahlungsrechte an der Serie gesichert. Dort soll die Serie ab dem 5. Juli 2013 zu sehen sein.
Deutschland
In Deutschland strahlte der Sender VOX die beiden produzierten Staffeln ab dem 17. Oktober 2012 aus.

## Episodenliste

### Staffel 1
| Nr. (ges.) | Nr. (St.) | Deutscher Titel | Originaltitel | Erstausstrahlung Kanada | Deutschsprachige Erstausstrahlung (D) | Regie            | Drehbuch                        |
| ---------- | --------- | --------------- | ------------- | ----------------------- | ------------------------------------- | ---------------- | ------------------------------- |
| 1          | 1         | Neue Schuhe     | Lori Gilbert  | 17. Apr. 2011           | 17. Okt. 2012                         | Clark Johnson    | Greg Spottiswood                |
| 2          | 2         | Scheintot       | T-Bone        | 24. Apr. 2011           | 24. Okt. 2012                         | Clark Johnson    | David Barlow                    |
| 3          | 3         | Pseudonym       | Amanda Jacobs | 1. Mai 2011             | 31. Okt. 2012                         | Jerry Ciccoritti | Emily Andras & Alex Levine      |
| 4          | 4         | Koma            | Eleni Demaris | 8. Mai 2011             | 7. Nov. 2012                          | Holly Dale       | Sara B. Cooper                  |
| 5          | 5         | Im Visier       | Farah Elliot  | 15. Mai 2011            | 14. Nov. 2012                         | TW Peacocke      | Emily Andras                    |
| 6          | 6         | Kaltblütig      | Ahmad Kahn    | 22. Mai 2011            | 21. Nov. 2012                         | Don McBrearty    | Jennifer Kennedy & David Barlow |
| 7          | 7         | Im Kreuzfeuer   | Cameron Bell  | 29. Mai 2011            | 28. Nov. 2012                         | Phil Earnshaw    | Alex Levine                     |
| 8          | 8         | Undercover      | Scout Winter  | 5. Juni 2011            | 5. Dez. 2012                          | Jerry Ciccoritti | Greg Spottiswood                |

### Staffel 2
| Nr. (ges.) | Nr. (St.) | Deutscher Titel | Originaltitel           | Erstausstrahlung Kanada | Deutschsprachige Erstausstrahlung (D) | Regie            | Drehbuch                                     |
| ---------- | --------- | --------------- | ----------------------- | ----------------------- | ------------------------------------- | ---------------- | -------------------------------------------- |
| 9          | 1         | Neue Besen      | Alina Mikute            | 29. Feb. 2012           | 12. Dez. 2012                         | Jerry Ciccoritti | Adriana Maggs                                |
| 10         | 2         | Pokerface       | Josh Simpson            | 7. März 2012            | 19. Dez. 2012                         | Lee Rose         | Adam Peddle                                  |
| 11         | 3         | Entführt        | Jamila Karan            | 14. März 2012           | 2. Jan. 2013                          | Jerry Ciccoritti | David Barlow                                 |
| 12         | 4         | Aufgeflogen     | Charlene Francis        | 21. März 2012           | 9. Jan. 2013                          | Jerry Ciccoritti | David Barlow                                 |
| 13         | 5         | Massaker        | Sunil Sharma            | 28. März 2012           | 16. Jan. 2013                         | Robert Lieberman | Patrick Tarr                                 |
| 14         | 6         | Geraubtes Herz  | Freddy Boise            | 4. Apr. 2012            | 23. Jan. 2013                         | Don McBrearty    | Brad Simpson                                 |
| 15         | 7         | Kampflos        | Jared and Stacey Cooper | 13. Apr. 2012           | 30. Jan. 2013                         | Jerry Ciccoritti | John Krizanc                                 |
| 16         | 8         | Alte Wunden     | Isabelle Toomey         | 20. Apr. 2012           | 6. Feb. 2013                          | Don McBrearty    | Morwyn Brebner & Adam Pettle                 |
| 17         | 9         | Untot           | Chris Harris            | 27. Apr. 2012           | 13. Feb. 2013                         | Lee Rose         | David Barlow                                 |
| 18         | 10        | Ausgenutzt      | Alicia Pratta           | 4. Mai 2012             | 20. Feb. 2013                         | Jerry Ciccoritti | Charlotte Corbeil-Coleman & Greg Spottiswood |
| 19         | 11        | Gerichtet       | Justice Calvin Faulkner | 11. Mai 2012            | 27. Feb. 2013                         | Don McBrearty    | Brad Simpson & Patrick Tarr                  |
| 20         | 12        | Notruf          | Aurora O’Donnell        | 18. Mai 2012            | 6. März 2013                          | Jerry Ciccoritti | Raymond Storey                               |
| 21         | 13        | Aufgelöst       | Wendy Stetler           | 25. Mai 2012            | 13. März 2013                         | Don McBrearty    | Greg Spottiswood & Bernard Zukerman          |

## DVD-Veröffentlichung
Am 6. März 2012 veröffentlichte Entertainment One die erste Staffel in Kanada auf DVD. Die deutsche DVD- und Blu-ray-Veröffentlichung erschien bei Studiocanal am 6. Dezember 2012.